# Francisco de Paula Manotas
Francisco de Paula Manotas (Sabanalarga, siglo XIX- 16 de noviembre de 1916) fue un abogado y político colombiano. Miembro del Partido Liberal Colombiano.

## Biografía
Fue Ministro de Obras Públicas entre 1906 y 1908 en el gobierno de Rafael Reyes,además de haber sido Presidente del Estado Soberano de Bolívar en 1883.